# Jan Zachodny
Jan Ludwik Zachodny (ur. 12 maja 1895 we Lwowie, zm. 24 kwietnia 1969 w Krakowie) – podpułkownik piechoty Wojska Polskiego, kawaler Orderu Virtuti Militari

## Życiorys
Syn Marcina i Aleksandry z domu Pietkiewicz. Od 5 września 1913 był członkiem Związku Strzeleckiego. W 1914 we Lwowie uczęszczał do szkoły realnej, a w tym samym roku, 8 sierpnia wstąpił do Legionów Polskich w których otrzymał przydział do 2 kompanii w 5 baonie I Brygady Legionów Polskich. 26 listopada 1914 został ranny pod Limanową i był leczony w szpitalu wojennym w Wiedniu do 28 lutego 1915. Tam też uzyskał  świadectwo dojrzałości. 1 marca 1915, jako plutonowy, został przeniesiony do 5 baonu w 5 pułku piechoty. Walcząc o Polską Górę osłaniał z baonem oddziały polskie, które były w odwrocie, a mającą zapobiec ich oskrzydleniu. Za czyn ten odznaczony został Krzyżem Srebrnym Orderu Virtuti Militari. 2 października 1916 awansował na stopień sierżanta. 18 sierpnia 1917 został wcielony w szeregi armii austriackiej.
1 listopada 1918 wstąpił do odrodzonego Wojska Polskiego w którym został wcielony do 15 pułku piechoty Legionów. 20 listopada 1918 otrzymał awans na stopień podporucznika. Z pułkiem walczył w obronie Lwowa oraz do czerwca 1919 na terenie Małopolski Wschodniej. W szeregach pułku bił się podczas wojny polsko-bolszewickiej. W grudniu 1921 został przeniesiony do 55 pułku piechoty. 21 lutego 1928 otrzymał awans na stopień majora, ze starszeństwem z dniem 1 stycznia 1928 i 36. lokatą w korpusie oficerów piechoty. W 1933 został przeniesiony do Centrum Wyszkolenia Piechoty znajdującego się w Rembertowie. Od 1935 pełnił służbę w 19 pułku piechoty, a w roku następnym po awansowaniu na stopień podpułkownika w 5 pułku piechoty Legionów. W lipcu 1939 został wyznaczony na dowódcę 2 pułku KOP „Karpaty” stacjonującego w Dukli. Podczas kampanii wrześniowej 1939 walczył z pułkiem w strukturach Armii „Karpaty”. Został internowany na Węgrzech. Po zakończeniu wojny podjął pracę w Krakowie, gdzie zmarł i został pochowany na Cmentarzu Rakowickim.
Był żonaty z Ludwiką Brodzisz i mieli córkę Krystynę, ur. 1 grudnia 1920.

## Ordery i odznaczenia
- Krzyż Srebrny Orderu Wojskowego Virtuti Militari nr 6670[2] – 17 maja 1922[7][8][1]
- Krzyż Niepodległości – 13 kwietnia 1931[9][1]
- Krzyż Walecznych trzykrotnie[2][1]
- Złoty Krzyż Zasługi – 17 marca 1930[10][11]
- Medal Dziesięciolecia Odzyskanej Niepodległości[11]